# Lucky Luke

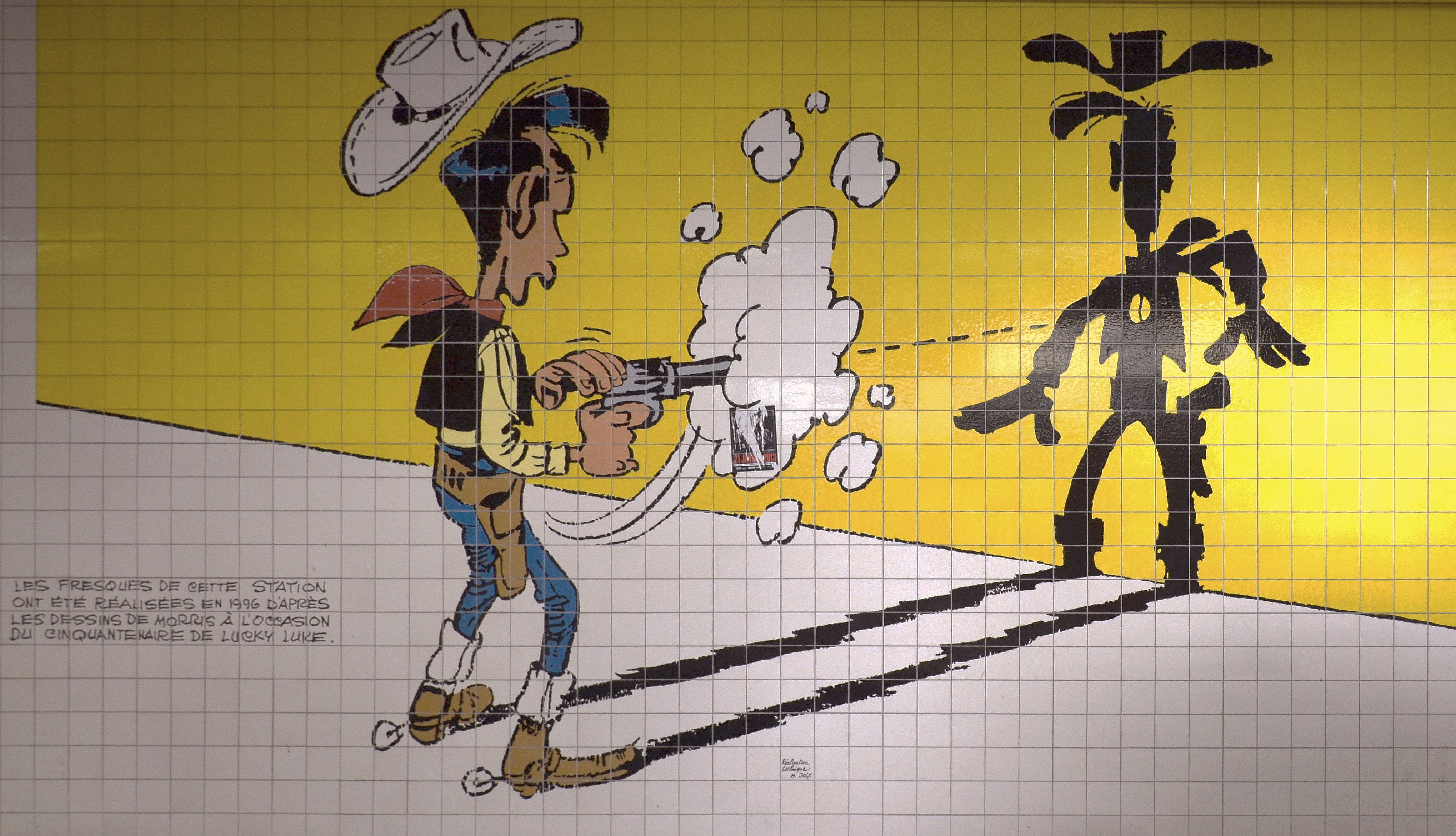
Lucky Luke

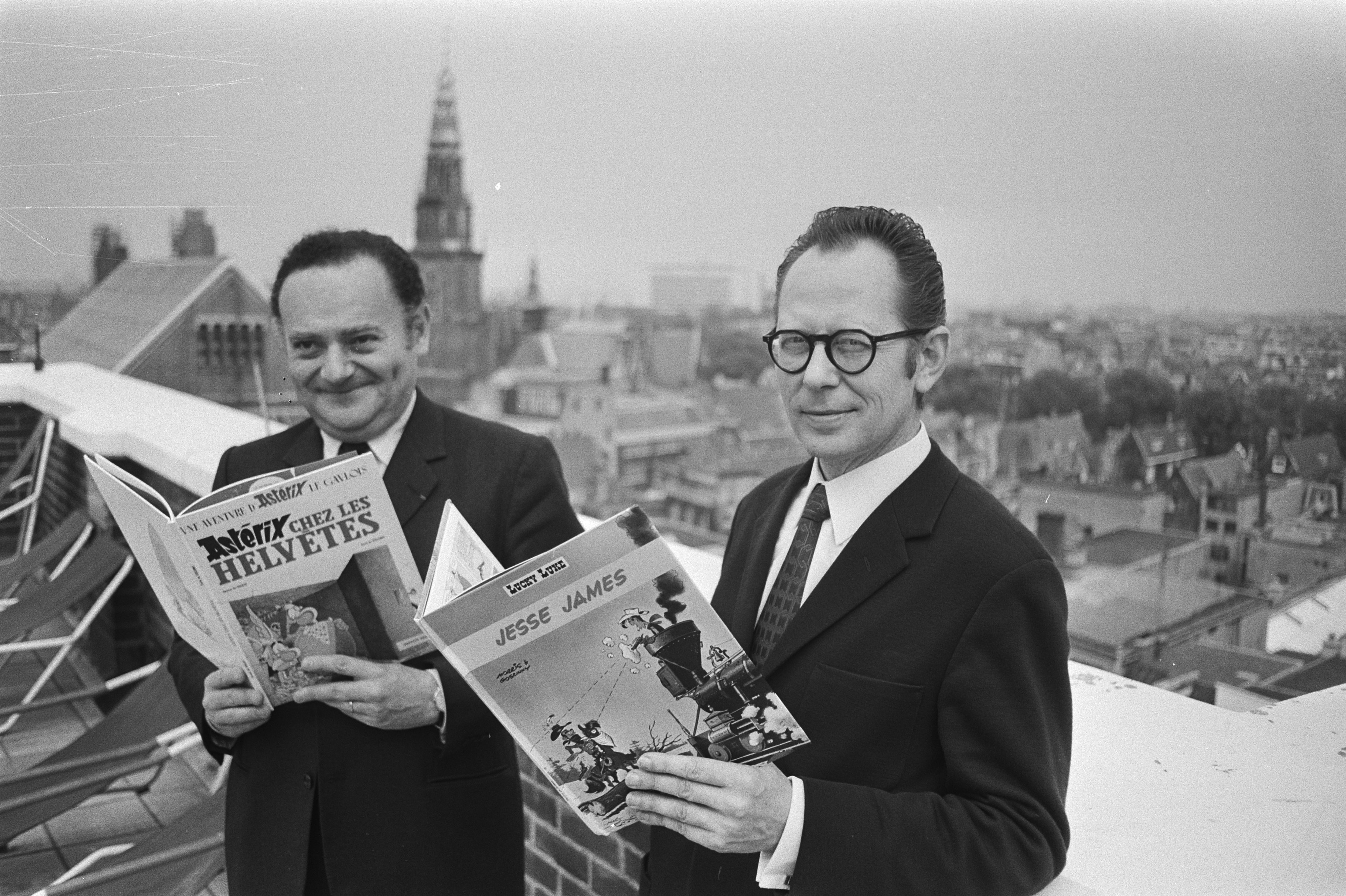
René Goscinny i Morris (Amsterdam, 1971)

Lucky Luke – seria komiksowa stworzona przez belgijskiego rysownika i scenarzystę Morrisa. Przez wiele lat twórcą scenariuszy do serii był francuski pisarz René Goscinny, a oprócz niego także wielu innych scenarzystów. Tytułowym bohaterem serii jest Lucky Luke – kowboj, najszybszy rewolwerowiec na Dzikim Zachodzie i najgorszy koszmar braci Daltonów – gangsterów. Zawsze, gdy planują oni jakieś przestępstwo, dzielny stróż prawa staje im na drodze. W jego przygodach towarzyszą mu inteligentny koń Jolly Jumper i głupkowaty pies Bzik (we francuskojęzycznym oryginale: Rantanplan).

## Oryginalne wydania
Pierwszy komiks o Luckym Luke’u ukazał się w 1946 w tygodniku „Spirou”. Większość opowieści o kowboju ukazywała się najpierw w odcinkach w prasie, a następnie w formie albumowej. Oryginalnymi wydawcami tej liczącej ponad 80 tomów serii są francuskie oficyny: Dupuis (1949–1967), Dargaud (1968–1988), Lucky Productions (1989–1998) i Lucky Comics (od 1999). Ponadto na fali popularności komiksu powstały dwie serie poboczne: Rantanplan (pol. Bzik, 1987–2011) i Les Aventures de Kid Lucky d’après Morris (pol. Kid Lucky, od 2011).

## Wydania w Polsce
W Polsce komiks zadebiutował w 1962 w harcerskiej gazecie „Na przełaj”. Po raz pierwszy w formie pełnego albumu Lucky Luke ukazał się po polsku w 1991 nakładem wydawnictwa Key Tex. Od 1992 wyłącznym wydawcą serii na rynku polskim jest Egmont Polska, publikujący ją zarówno w formacie pojedynczych tomów, jak i tomików zbiorczych w pomniejszonym formacie. W 2016 wydawnictwo Egmont Polska wznowiło Lucky Luke’a, publikując w kolejnych latach wszystkie tomy. W 2021 rozpoczęło też wydawanie serii pobocznej Kid Lucky jako kolejne tomy serii głównej Lucky Luke (od tomu 75.).

## Tomy
| Tom            | Tytuł i rok I wydania polskiego             | Tytuł i rok I wydania oryginalnego               | Rysunki – scenariusz                                           |
| -------------- | ------------------------------------------- | ------------------------------------------------ | -------------------------------------------------------------- |
| 1              | Kopalnia złota Dicka Diggera (2018)         | La mine d’or de Dick Digger (1946/47)            | Morris                                                         |
| 2              | Rodeo (2020)                                | Rodéo (1948)                                     | Morris                                                         |
| 3              | Arizona (2022)                              | Arizona (1949)                                   | Morris                                                         |
| 4              | Pod niebem Zachodu (2021)                   | Sous le ciel de l’Ouest (1949/50)                | Morris                                                         |
| 5              | Lucky Luke kontra Pat Poker (2021)          | Lucky Luke contre Pat Poker (1951/52)            | Morris                                                         |
| 6              | Wyjęci spod prawa (2023)                    | Hors-la-loi (1951/52)                            | Morris                                                         |
| 7              | Eliksir doktora Doxeya (2023)               | L’élixir du docteur Doxey (1952/53)              | Morris                                                         |
| 8              | Phil Defer (2023)                           | Lucky Luke et Phil Defer (1954)                  | Morris                                                         |
| 9              | Szyny na prerii (2009)                      | Des Rails sur la Prairie (1955/56)               | Morris – René Goscinny                                         |
| 10             | Uwaga na Niebieskie Stopy (2018)            | Alerte aux Pieds-Bleus (1956)                    | Morris                                                         |
| 11             | Lucky Luke kontra Joss Jamon (2009)         | Lucky Luke contre Joss Jamon (1956/57)           | Morris – René Goscinny                                         |
| 12             | Kuzyni Daltonów (2009)                      | Les Cousins Dalton (1957)                        | Morris – René Goscinny                                         |
| 13             | Sędzia (2010)                               | Le juge (1957/58)                                | Morris – René Goscinny                                         |
| 14             | Na podbój Oklahomy (2010)                   | Ruée sur l’Oklahoma (1958)                       | Morris – René Goscinny                                         |
| 15             | Ucieczka Daltonów (2010)                    | L’évasion des Dalton (1958/59)                   | Morris – René Goscinny                                         |
| 16             | W górę Missisipi (2011)                     | En remontant le Mississippi (1959)               | Morris – René Goscinny                                         |
| 17             | Na tropie Daltonów (2011)                   | Sur la piste des Dalton (1960)                   | Morris – René Goscinny                                         |
| 18             | W cieniu wież wiertniczych (2011)           | À l’ombre des derricks (1960)                    | Morris – René Goscinny                                         |
| 19             | Rywale z Painful Gulch (2012)               | Les rivaux de Painful Gulch (1961)               | Morris – René Goscinny                                         |
| 20             | Billy Kid (2007)                            | Billy the Kid (1961)                             | Morris – René Goscinny                                         |
| 21             | Góry Czarne (2012)                          | Les collines noires (1961/62)                    | Morris – René Goscinny                                         |
| 22             | Daltonowie i zamieć (2012)                  | Les Dalton dans le blizzard (1962)               | Morris – René Goscinny                                         |
| 23             | Daltonowie wciąż uciekają (2013)            | Les Dalton courent toujours (1962)               | Morris – René Goscinny                                         |
| 24             | Karawana (2008)                             | La Caravane (1962/63)                            | Morris – René Goscinny                                         |
| 25             | Miasto duchów (2013)                        | La ville fantôme (1963)                          | Morris – René Goscinny                                         |
| 26             | Daltonowie odkupują winy (2013)             | Les Dalton se rachètent (1963/64)                | Morris – René Goscinny                                         |
| 27             | Dwudziesty pułk kawalerii (2014)            | Le vingtième de cavalerie (1964)                 | Morris – René Goscinny                                         |
| 28             | Eskorta (2014)                              | L’escorte (1964/65)                              | Morris – René Goscinny                                         |
| 29             | Zasieki na prerii (2014)                    | Des barbelés sur la prairie (1965)               | Morris – René Goscinny                                         |
| 30             | Calamity Jane (2015)                        | Calamity Jane (1965/66)                          | Morris – René Goscinny                                         |
| 31             | Tortilla dla Daltonów (2002)                | Tortillas pour les Dalton (1966)                 | Morris – René Goscinny                                         |
| 32             | Dyliżans (1992)                             | La diligence (1967)                              | Morris – René Goscinny                                         |
| 33             | Żółtodziób (1992 jako Wrażliwa stopa)       | Le pied-tendre (1967/68)                         | Morris – René Goscinny                                         |
| 34             | Dalton City (2001)                          | Dalton City (1968)                               | Morris – René Goscinny                                         |
| 35             | Jesse James (1992)                          | Jesse James (1969)                               | Morris – René Goscinny                                         |
| 36             | Cyrk Western (1992)                         | Western Circus (1969/70)                         | Morris – René Goscinny                                         |
| 37             | Kanion Apaczów (2001)                       | Canyon Apache (1970/71)                          | Morris – René Goscinny                                         |
| 38             | Mama Dalton (2000)                          | Ma Dalton (1971)                                 | Morris – René Goscinny                                         |
| 39             | Łowca nagród (2016)                         | Chasseur de primes (1972)                        | Morris – René Goscinny                                         |
| 40             | Wielki książę (2004)                        | Le Grand Duc (1973)                              | Morris – René Goscinny                                         |
| 41             | Spadek dla Bzika (2006)                     | L’héritage de Ran-Tan-Plan (1973)                | Morris – René Goscinny                                         |
| 42             | Siedem opowieści o Lucky Luke’u (2015)      | 7 histoires complètes (1974)                     | Morris – René Goscinny                                         |
| 43             | Biały jeździec (2005)                       | Le cavalier blanc (1975)                         | Morris – René Goscinny                                         |
| 44             | Daltonowie na kuracji (1999)                | La guérison des Dalton (1975)                    | Morris – René Goscinny                                         |
| 45             | Cesarz Smith (2004)                         | L’empereur Smith (1976)                          | Morris – René Goscinny                                         |
| 46             | Śpiewający drut (2000)                      | Le fil qui chante (1977)                         | Morris – René Goscinny                                         |
| 47             | Skarb Daltonów (2016)                       | Le magot des Dalton (1980)                       | Morris – Vicq                                                  |
| 48             | Jednoręki bandyta (2016)                    | Le bandit manchot (1981)                         | Morris – Bob de Groot                                          |
| 49             | Sarah Bernhardt (2016)                      | Sarah Bernhardt (1982)                           | Morris – Xavier Fauche, Jean Léturgie                          |
| 50             | Sznur wisielca i inne historie (2015)       | La corde du pendu (1982)                         | Morris – Bob de Groot, Dom Domi, René Goscinny, Lodewijk, Vicq |
| 51             | Daisy Town (1999)                           | Daisy Town (1983)                                | Morris – René Goscinny                                         |
| 52             | Fingers (2017)                              | Fingers (1983)                                   | Morris – Lo Hartog Van Banda                                   |
| 53             | Daily Star (2017)                           | Le Daily Star (1983)                             | Morris – Xavier Fauche, Jean Léturgie                          |
| 54             | Narzeczona Lucky Luke’a (2000)              | La fiancée de Lucky Luke (1985)                  | Morris – Guy Vidal                                             |
| 55             | Ballada o Daltonach i inne opowieści (2017) | La ballade des Dalton et autres histoires (1986) | Morris – René Goscinny, Greg, Morris                           |
| 56             | Przeklęte ranczo (2017)                     | Le ranch maudit (1986)                           | Morris – Xavier Fauche, Jean Léturgie, Claude Guylouis         |
| 57             | Nitrogliceryna (2017)                       | Nitroglycérine (1987)                            | Morris – Lo Hartog Van Banda                                   |
| 58             | Alibi (2018)                                | L’alibi (1987)                                   | Morris – Claude Guylouis                                       |
| 59             | Pony Express (2018)                         | Le Pony Express (1988)                           | Morris – Xavier Fauche, Jean Léturgie                          |
| 60             | Daltonowie tracą pamięć (1991)              | L’amnésie des Dalton (1991)                      | Morris – Xavier Fauche, Jean Léturgie                          |
| 61             | Polowanie na duchy (2018)                   | Chasse aux fantômes (1992)                       | Morris – Lo Hartog Van Banda                                   |
| 62             | Daltonowie na ślubie (2018)                 | Les Dalton à la noce (1993)                      | Morris – Xavier Fauche, Jean Léturgie                          |
| 63             | Most na Missisipi (2010)                    | Le pont sur le Mississippi (1994)                | Morris – Xavier Fauche, Jean Léturgie                          |
| 64             | Belle Starr (2021)                          | Belle Starr (1995)                               | Morris – Xavier Fauche                                         |
| 65             | Klondike (2020)                             | Le Klondike (1996)                               | Morris – Jean Léturgie, Yann                                   |
| 66             | Corral OK (2021)                            | O.K. Corral (1997)                               | Morris – Éric Adam, Xavier Fauche                              |
| 67             | Marcel Dalton (2022)                        | Marcel Dalton (1998)                             | Morris – Bob de Groot                                          |
| 68             | Prorok (2020)                               | Le prophète (2000)                               | Morris – Patrick Nordmann                                      |
| 69             | Artysta malarz (2020)                       | L’artiste-peintre (2001)                         | Morris – Bob de Groot                                          |
| 70             | Legenda Zachodu (2020)                      | La légende de l’ouest (2002)                     | Morris – Patrick Nordmann                                      |
| 71             | Piękna prowincja (2019)                     | La belle province (2004)                         | Achdé – Laurent Gerra                                          |
| 72             | Pętla na szyi (2019)                        | La corde au cou (2006)                           | Achdé – Laurent Gerra                                          |
| 73             | Człowiek z Waszyngtonu (2019)               | L’homme de Washington (2008)                     | Achdé – Laurent Gerra                                          |
| 74             | Lucky Luke kontra Pinkerton (2022)          | Lucky Luke contre Pinkerton (2010)               | Achdé – Daniel Pennac, Tonino Benacquista                      |
| 75             | Kid Lucky 1: Uczeń kowboja (2021)           | Kid Lucky 1: L'apprenti du cow-boy (2011)        | Achdé                                                          |
| 76             | Samotny jeździec (2021)                     | Cavalier Seul (2012)                             | Achdé – Daniel Pennac, Tonino Benacquista                      |
| 77             | Kid Lucky 2: Niebezpieczne lasso (2022)     | Kid Lucky 2: Lasso périlleux (2013)              | Achdé                                                          |
| 78             | Wujaszkowie Dalton (2017)                   | Les Tontons Dalton (2014)                        | Achdé – Laurent Gerra, Jacques Pessis                          |
| 79             | Kid Lucky 3: Statua Squaw (2022)            | Kid Lucky 3: Statue Squaw (2015)                 | Achdé                                                          |
| 80             | Ziemia obiecana (2017)                      | La terre promise (2016)                          | Achdé – Jul                                                    |
| 81             | Kid Lucky 4: Podążaj za strzałą (2023)      | Kid Lucky 4: Suivez la flèche (2017)             | Achdé                                                          |
| 82             | Kowboj w Paryżu (2019)                      | Un cow-boy à Paris (2018)                        | Achdé – Jul                                                    |
| 83             | Kid Lucky 5: Kid i inne dzieciaki (2024)    | Kid Lucky 5: Kid ou double (2019)                | Achdé                                                          |
| 84             | Kowboj w bawełnie (2025)                    | Un cow-boy dans le coton (2020)                  | Achdé – Jul                                                    |
| 85             | Arka Bzika (2025)                           | L’Arche de Rantanplan (2022)                     | Achdé – Jul                                                    |
| 86             |                                             | Un cow-boy sous pression (2024)                  | Achdé – Jul                                                    |
| Tomy specjalne |                                             |                                                  |                                                                |
| –              | –                                           | Kid Lucky (1995)                                 | Morris, Pearce – Jean Léturgie                                 |
| –              | –                                           | Oklahoma Jim (1997)                              | Morris, Pearce – Jean Léturgie, Pearce                         |
| –              | Człowiek, który zabił Lucky Luke’a (2018)   | L’Homme qui tua Lucky Luke (2016)                | Matthieu Bonhomme                                              |
| –              | –                                           | Jolly Jumper ne répond plus (2017)               | Guillaume Bouzard                                              |
| –              | Lucky Luke na siodełku (2022)               | Lucky Luke sattelt um (2019)                     | Mawil                                                          |
| –              | Wanted Lucky Luke (2022)                    | Wanted Lucky Luke (2021)                         | Matthieu Bonhomme                                              |
| –              | Choco-Boys (2025)                           | Zarter Schmelz (2021)                            | Ralf König                                                     |
| –              |                                             | Les Indomptés (2023)                             | Blutch                                                         |

## Adaptacje filmowe i serialowe
W 1971, wobec zainteresowania ze strony Amerykanów, powstał pierwszy film animowany o Luckym Luke’u. W kolejnych latach powstały liczne adaptacje telewizyjne i kinowe serii komiksowej:

### Filmy
- Dzielny szeryf Lucky Luke (Lucky Luke) / Lucky Luke: Miasteczko Daisy (Daisy Town) – film animowany z 1971
- Lucky Luke – Ballada o Daltonach(inne języki) (La Ballade des Dalton) – film animowany z 1978
- Dzielny szeryf Lucky Luke(inne języki) (Les Dalton en cavale) – film animowany z 1983
- Dzielny szeryf Lucky Luke (Lucky Luke) – film aktorski z 1991
- Lucky Luke (Les Dalton) – film aktorski z 2004
- Lucky Luke na Dzikim Zachodzie (Tous à l’Ouest: Une aventure de Lucky Luke) – film animowany z 2007
- Lucky Luke(inne języki) (Lucky Luke) – film aktorski z 2009

### Seriale telewizyjne
- Lucky Luke (Lucky Luke) – serial animowany z lat 1984–1992
- Lucky Luke (Lucky Luke) – serial aktorski z 1993
- Nowe przygody Lucky Luke’a (Les Nouvelles Aventures de Lucky Luke) – serial animowany z 2001

## Internet
- Oficjalna francuska strona poświęcona Lucky'emu Luke’owi